# Henri Desfontaines
Paul Henri Lapierre dit Henri Desfontaines, né le 12 novembre 1876 dans le 6e arrondissement de Paris et mort dans la même ville le 7 janvier 1931 dans le 10e arrondissement, est un réalisateur, acteur et scénariste français,

## Filmographie

### Comme réalisateur
- 1908 : Hamlet
- 1909 : Le Puits et le Pendule
- 1910 : Un invité gênant
- 1910 : Shylock, le marchand de Venise (Shylock)
- 1910 : Le Scarabée d'or
- 1910 : Résurrection
- 1910 : La Main verte
- 1910 : Hop-Frog
- 1910 : Le Gendre ingénieux
- 1911 : Oliver Cromwell
- 1911 : Le Roman de la momie
- 1911 : Milton
- 1911 : La Mégère apprivoisée
- 1911 : Jésus de Nazareth
- 1911 : La Femme-cochère
- 1911 : L'Assassinat d'Henri III
- 1911 : Falstaff
- 1911 : Madame Sans-Gêne
- 1912 : Vaincre ou mourir
- 1912 : Le Page
- 1912 : La Chambre au judas
- 1912 : La Reine Élisabeth (Les Amours de la reine Élisabeth)
- 1913 : Adrienne Lecouvreur
- 1913 : Le Secret de Polichinelle
- 1913 : Shylock
- 1913 : La Carabine de la mort
- 1913 : L'Homme nu
- 1913 : Sublime Amour
- 1914 : Anne de Boleyn
- 1914 : Les Yeux du cœur
- 1914 : Le Téléphone qui accuse
- 1914 : La Reine Margot
- 1914 : Monsieur Vautour
- 1914 : Le Médecin des pauvres
- 1915 : Nouvelle Aurore
- 1916 : La Forêt qui écoute
- 1916 : Le Dernier Rêve
- 1917 : Chouchou
- 1917 : Un vol étrange
- 1917 : Pour l'Alsace
- 1918 : Pendant la guerre
- 1918 : Les Enfants de France et de la guerre
- 1918 : Les Bleus de l'amour
- 1919 : La Suprême Épopée
- 1919 : Sa gosse
- 1920 : La Marseillaise
- 1920 : Autour du mystère
- 1921 : Les Trois Lys
- 1921 : Chichinette et Cie
- 1922 : Son Altesse
- 1922 : La Fille des chiffonniers
- 1923 : Madame Flirt
- 1923 : L'Insigne mystérieux
- 1923 : L'Espionne
- 1923 : Château historique
- 1924 : Vers Abecher la mystérieuse
- 1925 : L'Espionne aux yeux noirs
- 1926 : Le Capitaine Rascasse
- 1927 : Belphégor
- 1928 : Poker d'as
- 1928 : Le Film du poilu

### Comme acteur
- 1908 : Hamlet
- 1908 : Don Juan
- 1908 : L'Arlésienne
- 1908 : L'Homme aux gants blancs : L'homme aux gants blancs
- 1909 : Une corderie
- 1909 : Tarakanowa et Catherine II (La princesse Tarakanowa et Catherine II)
- 1909 : Le Roi de Rome
- 1909 : La Peur
- 1909 : La Peau de chagrin
- 1909 : La Fin de Lincoln (La Mort de Lincoln)
- 1909 : L'Héritage de Zouzou
- 1909 : Héliogabale
- 1909 : Fleur de pavé
- 1909 : La Dernière conquête
- 1909 : Le Roman d'une jeune fille pauvre
- 1909 : Pauvre gosse
- 1910 : Sous la terreur d'Albert Capellani
- 1910 : L'Orgueil
- 1911 : Le Roman d'une pauvre fille
- 1911 : Jésus de Nazareth
- 1911 : Camille Desmoulins
- 1911 : L'Assassinat d'Henri III
- 1912 : Antar
- 1912 : La Dame aux camélias d'André Calmettes et Henri Pouctal
- 1914 : Le Secret du châtelain
- 1914 : La Reine Margot
- 1916 : La Forêt qui écoute
- 1916 : La Faute de Pierre Vaisy
- 1916 : Soupçon tragique : Le chef de la sûreté
- 1918 : L'Obstacle
- 1919 : Sa gosse
- 1920 : Autour du mystère
- 1930 : La Maison de la flèche : Bex
- 1931 : L'Aiglon : Metternich

### Comme scénariste
- 1914 : Les Yeux du cœur
- 1914 : Le Téléphone qui accuse
- 1920 : Autour du mystère

## Théâtre
- 1900 : Petite Femme de Berthe Reynold, mise en scène André Antoine, théâtre Antoine
- 1904 : Les Oiseaux de passage de Lucien Descaves et Maurice Donnay, mise en scène André Antoine, théâtre Antoine
- 1904 : Le Roi Lear de William Shakespeare, mise en scène André Antoine, théâtre Antoine
- 1905 : Monsieur Lambert, marchand de tableaux de Max Maurey, mise en scène André Antoine, théâtre Antoine
- 1905 : Vers l'amour de Léon Gandillot, mise en scène André Antoine, théâtre Antoine
- 1907 : La Maison des juges de Gaston Leroux, théâtre de l'Odéon
- 1907 : Les Plumes du paon d'Alexandre Bisson et Julien Berr de Turique, théâtre de l'Odéon
- 1908 : Ramuntcho de Pierre Loti, mise en scène André Antoine, théâtre de l'Odéon
- 1908 : L'Alibi de Gabriel Trarieux, théâtre de l'Odéon
- 1908 : Parmi les pierres d'Hermann Sudermann, théâtre de l'Odéon
- 1909 : Beethoven de René Fauchois, mise en scène André Antoine, théâtre de l'Odéon
- 1909 : La Bigote de Jules Renard, mise en scène André Antoine, théâtre de l'Odéon
- 1909 : Comme les feuilles de Giuseppe Giacosa, théâtre de l'Odéon
- 1909 : Pierre de lune de Louis Péricaud d'après Wilkie Collins, théâtre de la Porte-Saint-Martin
- 1911 : L'Armée dans la ville de Jules Romains, mise en scène André Antoine, théâtre de l'Odéon
- 1911 : Rivoli de René Fauchois, théâtre de l'Odéon
- 1912 : La Foi d'Eugène Brieux, théâtre de l'Odéon
- 1912 : Troïlus et Cressida de William Shakespeare, théâtre de l'Odéon
- 1912 : L'Honneur japonais de Paul Anthelme, théâtre de l'Odéon
- 1912 : Faust de Johann Wolfgang von Goethe, théâtre de l'Odéon
- 1913 : Rachel de Gustave Grillet, théâtre de l'Odéon
- 1913 : La Rue du Sentier de Pierre Decourcelle et André Maurel, théâtre de l'Odéon
- 1919 : Pasteur de Sacha Guitry, théâtre du Vaudeville
- 1921 : Le Comédien de Sacha Guitry, théâtre Édouard VII

### Metteur en scène
- 1929 : Les Vrais Dieux de Georges de Porto-Riche, théâtre Albert 1er